# Вільярдондієго
Вільярдондієго (ісп. Villardondiego) — муніципалітет в Іспанії, у складі автономної спільноти Кастилія-і-Леон, у провінції Самора. Населення — 127 осіб (2010).
Муніципалітет розташований на відстані близько 190 км на північний захід від Мадрида, 32 км на схід від Самори.

## Демографія
Динаміка населення (INE ):